# Paludamentum

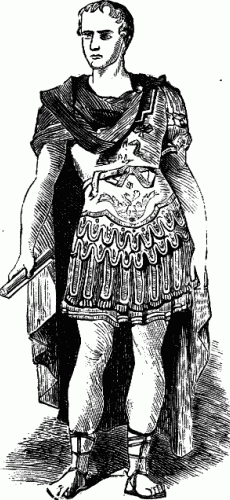
Feldherr mit Paludamentum und Brustpanzer

Das Paludamentum ist der römische Feldherren- und Soldatenmantel. Der Mantel bestand aus einem rechteckigen, purpurnen oder roten Stück Stoff und wurde wie das Sagum der Soldaten über die linke Schulter geschlagen und auf der rechten Schulter mit einer Fibel befestigt. Er hatte weniger praktischen Nutzen, sondern diente vielmehr (je nach Farbe des Mantels) als Rangabzeichen hoher Feldherrn. Mit dem paludamentum sind römische Kaiser häufig auf Münzen und auf Standbildern dargestellt. 
In der Spätantike ab Diokletian galt grundsätzlich jeder, der im Dienst des Kaisers stand, als Soldat (miles); auch die Tätigkeit im zivilen Bereich war nun eine militia, weshalb die Amtsträger meist Militärumhang (paludamentum bzw. chlamys) und Soldatengürtel (cingulum) trugen, statt wie früher in der Toga aufzutreten.